# استان اژه جنوبی
استان اژۀ جنوبی (به یونانی: Περιφέρεια Νοτίου Αιγαίου) یکی از سیزده استان یونان است. این استان شامل مجموعه جزایر کیکلادس و دودکانیسا در مرکز و جنوب شرقی دریای اژه است.

## مدیریت
استان اژۀ جنوبی در اصلاحات مدیریتی سال ۱۹۸۷ بنیانگذاری شد. با اجرای برنامهٔ کالیکراتیس، قدرت و اقتدار این استان افزایش یافت. این استان به همراه استان اژۀ شمالی، توسط هیئت تمرکززدایی اژه که مقر آن در پیره است نظارت می‌شود. مرکز این استان در ارموپولی در جزیرهٔ سیروس قرار دارد.

تا پیش از اجرای اصلاحات کالیکراتیس، استان اژۀ جنوبی شامل دو شهرستان کیکلادس و دودکانیسا بود. از ۱ ژانویۀ ۲۰۱۱، به ۱۳ واحد استانی که اغلب در جوار جزایر بزرگ قرار دارند تقسیم شد:
- آندروس
- کالیمنوس
- کارپادوس
- کوس
- میلوس
- میکونوس
- ناکسوس
- پاروس
- رودس
- سانتورینی
- سیروس
- تینوس

استاندار اژۀ جنوبی از ۱ ژانویۀ ۲۰۱۱، یونیس ماخاریدیس است که در انتخابات شورای محلی نوامبر ۲۰۱۱ از جنبش سوسیالیستی پان‌هلنیک برگزیده شد.